# Jamba!
Jamba! is een joint venture van VeriSign en News Corp., en gespecialiseerd in het verkopen van artikelen bestemd voor de mobiele telefoon, zoals ringtones, wallpapers en spelletjes. Promotie en afname van de producten gaat via televisiereclames of de website van het bedrijf. Vooral videoclipzenders Comedy Central, TMF en MTV zenden de langdurende reclames uit, waarvan Crazy Frog de bekendste is.
Jamba! is van oorsprong een Duits bedrijf, maar nu actief in een groot deel van Europa, Australië, China en de VS. In Engelstalige landen staat het bedrijf bekend als Jamster!

## Kritiek
Jamba! heeft veel kritiek gekregen op het uitzenden van wat misleidende reclame zou zijn. Zo zou niet duidelijk zijn dat relatief goedkope producten worden aangeboden in combinatie met een duur abonnement. Na slechts het downloaden van een ringtone, kan men ongemerkt  aan een abonnement vastzitten. Daarna worden zonder verdere bevestiging over het abonnement SMS-berichten verstuurd aan de gebruiker, waarvan de kosten flink kunnen oplopen.